# 황새치자리 S
황새치자리 S는 대마젤란 은하에서 가장 밝은 별이다. 지구에서 멀리 떨어져 있기 때문에 맨눈으로는 보이지 않으나, 이 별은 지금까지 발견된 별들 중에서 매우 밝은 쪽에 속한다. 때때로 이 별의 절대 등급은 -10 이상으로 밝아지기도 한다.
황새치자리 S는 자신의 이름을 딴 '황새치자리 S형 변광성'이다. 이 유형의 특징은 밝기가 오랜 시간에 걸쳐 서서히 변하며, 때때로 격렬한 폭발로 밝기가 급증하기도 한다. 황새치자리 S형 변광성을 다른 이름으로 '밝은 청색변광성'으로 부르기도 하는데, 이 형태의 별들은 우리 은하에서 관측되는 별들 중 가장 밝고 질량이 큰 항성들이다.

## 같이 보기
- 절대등급 순 항성 목록